# Staten Island
Staten Island és una illa a l'oceà Atlàntic pertanyent a l'estat de Nova York, Estats Units. És un dels cinc boroughs o districtes metropolitans de la ciutat de Nova York. El seu territori és coextensiu amb el del Comtat de Richmond.
Fins a 1975, el Comtat i el Districte tenien el mateix nom (Richmond), any en què l'Ajuntament va decidir canviar el nom del borough a Staten Island, el nom original amb el qual era coneguda pels neerlandesos que la colonitzaren.
Staten Island és separada a l'est de Long Island per l'estret denominat The Narrows (que connecta al seu torn les parts superior i inferior de la Badia de Nova York) i al nord i oest del continent (Nova Jersey) pels rius o canals Arthur Kill i Kill Van Kull. Al sud és banyada per l'Oceà Atlàntic. És connectada a Nova Jersey per tres ponts i amb Brooklyn (i la resta de Long Island) mitjançant el Pont Verrazano-Narrows. El Ferri de Staten Island connecta l'illa al sud de Manhattan a través de la Badia de Nova York Superior.

## Govern
El president del borough o districte és James Molinaro. Fou elegit el 2001 com a membre del Partit Conservador, i reelegit el 2005 ja amb el suport del Partit Republicà dels Estats Units.

## Successos
- Mort d'Eric Garner